# Disciplina arcani

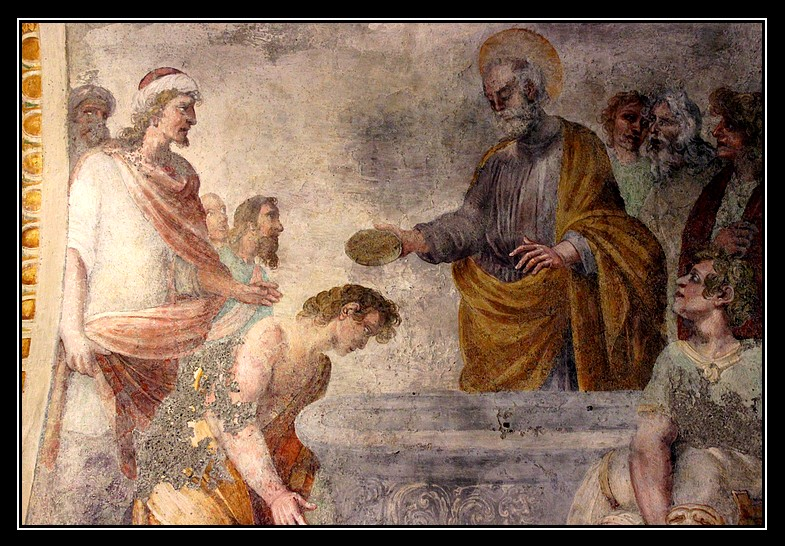
Battesimo in una chiesa antica

Disciplina arcani (in latino , "disciplina del segreto") è il nome dato a un concetto diffuso nel cristianesimo del IV e V secolo, secondo il quale alcune dottrine e alcuni riti della religione cristiana dovessero essere tenuti nascosti ai non-cristiani, nonché anche ai catecumeni, cioè coloro che si stavano avvicinando progressivamente alla fede cristiana, perché apprendessero per gradi gli insegnamenti della fede e non ricadessero in eresie a causa di interpretazioni sbagliate.

## Storiografia
La locuzione disciplina arcani non è antica, ma fu coniata dall'autore calvinista Jean Daillé nel XVII secolo. Tuttavia, il concetto era già stato proposto nel 1614 da un altro calvinista, Isaac Casaubon, per spiegare l'assenza di alcune dottrine nella letteratura cristiana delle origini. Secondo la sua interpretazione, i Padri della Chiesa imitarono le religioni misteriche romane. Daillé sosteneva che lo scopo della disciplina era promuovere la riverenza nei confronti dei sacramenti. Il teologo cattolico Emmanuel Schelstrate rifiutò l'idea che ciò fosse dovuto alle religioni misteriche, proponendo che fosse stato Gesù stesso a istruire gli Apostoli in merito; con il ricorso alla disciplina arcani giustificava così l'assenza di riferimenti a dottrine e riti cattolici quali la messa, la transustanziazione e il culto dei santi.

## Storia
Nel secondo secolo, i cristiani parlavano apertamente di riti quali battesimo ed eucaristia con i pagani. Giustino Martire si rivolgeva liberamente a un pubblico pagano parlando del rito dell'eucaristia. La disciplina arcani iniziò ad emergere nel III secolo. Secondo alcuni autori Tertulliano rappresenterebbe uno dei più antichi testimoni di questa pratica, anche se studiosi più recenti hanno sottolineato la posizione di Tertulliano secondo cui gli insegnamenti cristiani fossero pubblici e come tali dovessero essere insegnanti. Intorno alla metà del III secolo, Origene di Alessandria discusse le polemiche anticristiane del pagano Celso in Contra Celsum: l'autore pagano accusava il cristianesimo di essere una religione segreta come i misteri greco-romani e Origene ribatteva che mentre le dottrine più importanti erano note a tutti (la nascita virginale di Gesù, la crocifissione, la punizione per gli empi e le ricompense per i giusti), alcuni elementi dovevano essere tenuti all'interno della comunità. Nella stessa epoca, Ippolito di Roma scriveva sul rito del battesimo che chi aveva bisogno di spiegazioni ed era battezzato doveva rivolgersi in privato al vescovo e che chi non era cristiano non poteva ricevere certe spiegazioni prima di ricevere il battesimo, citando poi un passo simbolico della Tradizione Apostolica.
Tra il quarto secolo e la prima metà del quinto secolo, la pratica della disciplina arcani divenne universale ed è attestata a Roma (negli scritti di Ambrogio), Gerusalemme (grazie a Cirillo ed Egeria), Egitto, Costantinopoli, Cappadocia e nord Africa. Sussistono prove che i cristiani erano discreti su specifici elementi della religione, per esempio allontanando i membri non battezzati della Chiesa prima che avesse luogo la liturgia eucaristica. La liturgia era infatti divisa in messa dei fedeli e messa dei catecumeni. Nella liturgia bizantina, il diacono spesso proclama "Le porte, le porte!" per segnalare di controllare che non entri nessun non-battezzato. Per queste misure di sicurezza potrebbero esserci varie spiegazioni, per esempio assicurarsi che esterni non cercassero di usare questi riti per guadagnarsi i favori di Dio o per proteggere i riti da sacrilegi. Inoltre, si pensava che fosse necessario fare prima esperienza del rito del battesimo prima di impararne il significato, per favorire un apprendimento più efficiente ed efficace.
Entro il VI secolo di queste pratiche è scomparsa traccia.